# Монтекристо
Монтекри́сто (итал. Isola di Montecristo, в переводе с итальянского «Гора Христа») — остров в Тирренском море, входит в состав Тосканского архипелага. Административно остров Монтекристо входит в коммуну Портоферрайо в составе провинции Ливорно региона Тоскана.

## География

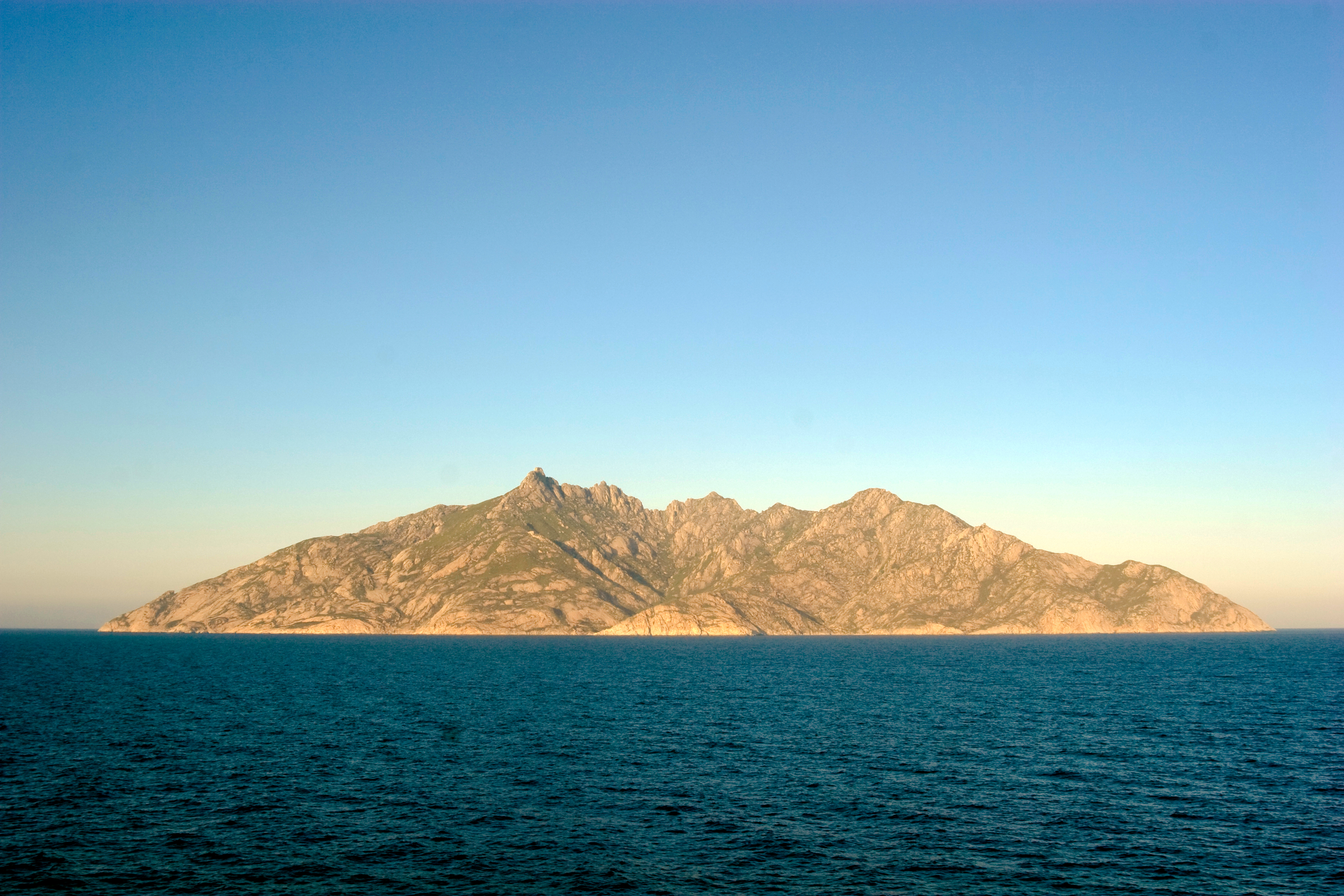
Рассвет на острове Монтекристо

Площадь — всего 10,39 км², но он является одним из самых известных островов Средиземного моря, главным образом, благодаря роману А. Дюма «Граф Монте-Кристо».
На острове сохранились уникальные флора и фауна, а также некоторое количество растений-эндемиков.
По данным на 2012 год на острове жило множество крыс, одна крыса на квадратный метр. Правительство планировало различные методы борьбы с ними.

## История
Монтекристо был известен ещё во времена плаваний финикийцев, но заселение началось с XI века, когда на острове был построен монастырь. В XVI веке произошло нападение пиратов, и до конца XIX века остров служил пристанищем пиратов и контрабандистов.
С древних времён сохранилось предание о несметных сокровищах, спрятанных на острове.
Монте-Кри́сто — замок во Франции в Порт-Марли (Le Port-Marly), построенный Александром Дюма-старшим после того, как роман «Граф Монте-Кристо» получил успех.

## Население
В наше время остров объявлен заповедником, доступ туда строго ограничен. Лишь немногочисленные группы туристов и научных работников посещают остров. На острове проживает только семья смотрителя.